# ماكس هاريس
ماكس هاريس (بالإنجليزية: Max Harris)‏ هو لاعب غولف أمريكي، ولد في 29 أبريل 1978.

## وصلات خارجية
- ماكس هاريس على موقع رابطة لاعبي الغولف المحترفين (الإنجليزية)
- ماكس هاريس على موقع رابطة أوروبا للاعبي الغولف المحترفين (الإنجليزية)